# Best Otakho
Osasere Best Otakho (* 28. Februar 2001 in Mülheim an der Ruhr) ist ein deutscher Basketballspieler nigerianischer Abstammung.

## Werdegang
Otakho begann im Alter von 15 Jahren in der Jugend der SG ART Giants Düsseldorf mit dem Basketballsport. Im Spieljahr 2018/19 gehörte er der U18-Mannschaft des ETB SW Essen an, 2019/20 trug Otakho die Farben der Eisbären Bremerhaven in der Nachwuchs-Basketball-Bundesliga. Das Spieljahr 2020/21, das wegen der Covid-19-Pandemie abgebrochen wurde, verbrachte er beim Regionalligisten Aschersleben Tigers BC, Otakho wurde bis zum vorzeitigen Saisonschluss in drei Begegnungen eingesetzt.
Otakho ging in die Vereinigten Staaten ans Western Oklahoma State College, nach einem halbjährigen Ausenthalt kehrte er nach Deutschland zurück und stand ab Januar 2022 in Diensten der Cuxhaven Baskets (1. Regionalliga Nord), für die der Innenspieler bis zum Ende der Saison 2021/22 in 13 Einsätzen im Durchschnitt 7,2 Punkte sowie 6,8 Rebounds verzeichnete.
Im August 2022 gab Zweitligist Medipolis SC Jena Otakhos Verpflichtung bekannt. Er wurde zunächst ausschließlich beim Regionalligisten Culture City Weimar/Jena eingesetzt, für den er ein Zweitspielrecht erhalten hatte. Ende September 2023 schickte ihn Jenas Trainer Björn Harmsen erstmals in der 2. Bundesliga ProA aufs Spielfeld. Es blieb sein einziger Zweitligaeinsatz für Jena, Otakho spielte bis 2025 vor allem beim Regionalligisten Weimar.
Im Sommer 2025 wurde Otakho vom Drittligisten Dresden Titans verpflichtet.